# 长野刚
长野刚（1961年—）是日本东京出生的著名商业插画师，擅长刻画历史人物。

## 人物简介
长野刚的插画作品主要以书籍和游戏的封面插画为主。长野刚基本不使用电脑CG软件，只用普通绘画工具，通过纯手工的创作就能描绘出栩栩如生的历史人物。早年曾为不少历史书籍创作插画，也有YAWARA文库的书籍封面插画。因画风较为写实且风格新颖，倍受好评。长野刚最著名的作品是为《三国志》、《信长之野望》以及《星球大战》等游戏及小说创作的封面插画。他的《星球大战》系列插画作品在欧美国家也经常被使用，因此在国外赢得了很高的赞誉。长野刚的画风特点在于细腻写实，色彩丰富，人物生动，画风格独树一帜，容易让人辨识。此外长野刚还习惯在每幅画作中留下TN的签名，TN是其平式罗马音“Tsuyoshi Nagano”的简写。

## 从业经历
- 1961年，出生于日本东京。[1]
- 1984年，日本大学艺术学院美术学科（油彩科）毕业。
- 1988年，开始自由插画的职业生涯。
- 1995年，为KOEI（光荣）公司的历史战略游戏《三国志V》担当插画设定。后来亦为《信长之野望》、《太阁立志传》等游戏作品创作插画、原画。
- 1999年，为SONY周刊杂志上的《星球大战：远去的亡灵（スター・ウォーズ/过去の亡霊）》、《星球大战：展望未来（スター・ウォーズ/未来への展望）》、《星球大战：新绝地武士（スター・ウォーズ/ニュー・ジェダイ・オーダー）》等《星球大战》系列小说创作封面插画。到2008年为止，先后共为星战系列绘制93幅封面作品，受到国外好评。
- 2004年，担当日本世界文化社刊《周刊 图解三国志（週刊ビジュアル三国志）》的封面创作，前后共绘制50幅插画作品。
- 2005年，出版第一本画集《信长、三国志与科幻世界 长野刚：人物ILLUSTRATION WORKS（信长、三国志 からSF世界まで 长野刚 人物イラストレーションワークス）》。接着又发行第二本名为《三国志：英杰插画集（三国志 英杰イラスト集）》，目前已绝版。
- 2007年，携原创作品参加日本“东武春之画展”（东武春の絵画市）。在茨城县天心纪念五浦美术馆「ソシエテ・ナショナル・デ・ボザールとアール・エポック2008年展」展出作品《卓越（Prominence）》与《日食（Eclipse）》。此后又携众多三国插画作品参加东京富士美术馆“大三国志展”，并于全国巡回展出。
- 2008年，受邀参加美国卢卡斯电影公司举办的“星战庆典”，3天内共售出250幅星战限量版原画海报。
- 2009年，4月第二次参加“东武春之画展”。
- 2010年，2月开启个人作品推介网站“战国与三国的艺术画廊”（戰國 & 三國アートコレクション）。
- 2011年，7月于大阪心斋桥画廊开展为期两天的特别画展。[2]10月于第五届“三国志祭”庆典上展出为《周刊视觉三国志》、《历史人》等图书绘制的三国人物封面插画作品。[3]
- 2012年，1月26日发售个人第三册画集《历史人物插画：长野刚的世界（歴史人物イラストレーションズ　長野剛の世界）》。[4]

## 代表作品
- 游戏封面插画
  - 信长之野望系列 -《将星录》之後的系列。
  - 三国志系列‐《三国志V》以及《三国志VII》之後的系列。
  - 太阁立志传系列‐《太阁立志伝III》之後的系列。
  - 水浒传・天导一〇八星
- 周刊 图解三国志（週刊ビジュアル三国志）封面插画
- 零维度 卡片插画（ディメンション・ゼロ　カードイラスト）
- 三国志大战系列　卡片插画（三国志大战3 R赵云）
- 暴风雨 （テンペスト）原作：池上永一
- 自卫队三国志（吉田亲司、半村良）封面插画

## 出版画集
- 《信长、三国志与科幻世界 长野刚：人物ILLUSTRATION WORKS ISBN》 ISBN 4775804332
- 《三国志：英杰插画集》 ISBN 4418061215
- 《历史人物插画：长野刚的世界》 ISBN 4404036568

## 资料来源
1. ↑  .   [2011-07-20]. （原始内容存档于2019-09-08）.
2. ↑  .   [2011-10-14]. （原始内容存档于2018-11-25）.
3. ↑  .   [2011-10-14]. （原始内容存档于2021-01-19）.
4. ↑  .   [2012-01-18]. （原始内容存档于2012-10-15）.